# NWE Nr. 21
Die Nr. 21 war  eine schmalspurige Dampflokomotive der Nordhausen-Wernigeroder Eisenbahn-Gesellschaft (NWE). Bei der Deutschen Reichsbahn (DR) bekam sie 1949 die neue Nummer 99 6001. Sie gehört heute zum Bestand der Harzer Schmalspurbahnen (HSB).

## Geschichte
Die Lokomotive ist das einzige gebaute Exemplar einer projektierten Serie vereinheitlichter Heißdampf-Lokomotiven mit den Achsfolgen 1’C1’, 1’D1’ und 1’E1’, die die Nordhausen-Wernigeroder Eisenbahn-Gesellschaft (NWE), die Gernrode-Harzgeroder Eisenbahn-Gesellschaft und die Südharz-Eisenbahn-Gesellschaft bei der Firma Lokomotiv- und Waggonbaufabrik Krupp zum Ersatz älterer, weniger wirtschaftlicher Nassdampflokomotiven in Auftrag gegeben hatten. Durch die Vereinheitlichung sollten möglichst viele Teile der Maschinen baureihenübergreifend im Interesse kostengünstiger Produktion, vereinfachter Ersatzteilvorhaltung und erleichterter Erhaltung und Unterhaltung der Lokomotiven verwendbar sein. Da aber der Entwicklungsauftrag nicht durch die Deutsche Reichsbahn erfolgte und teilweise abweichende Baugrundsätze angewandt wurden, handelt es sich gleichwohl nicht um eine Einheitslokokomotive. Aufgrund des Ausbruchs des Zweiten Weltkrieges wurde jedoch nur der erhaltene Prototyp des 1’C1’-Typs 1939 durch Krupp gebaut, die Aufträge für weitere Maschinen wurden storniert.
Die Baumusterlokomotive wurde von der NWE unter der Bahnnummer 21 in Zweitbesetzung übernommen und nach der Übernahme der NWE durch die Deutsche Reichsbahn im Jahr 1949 in 99 6001 umgezeichnet. Im Jahr 1970 erhielt die Lokomotive die Computernummer 99 6001-4.

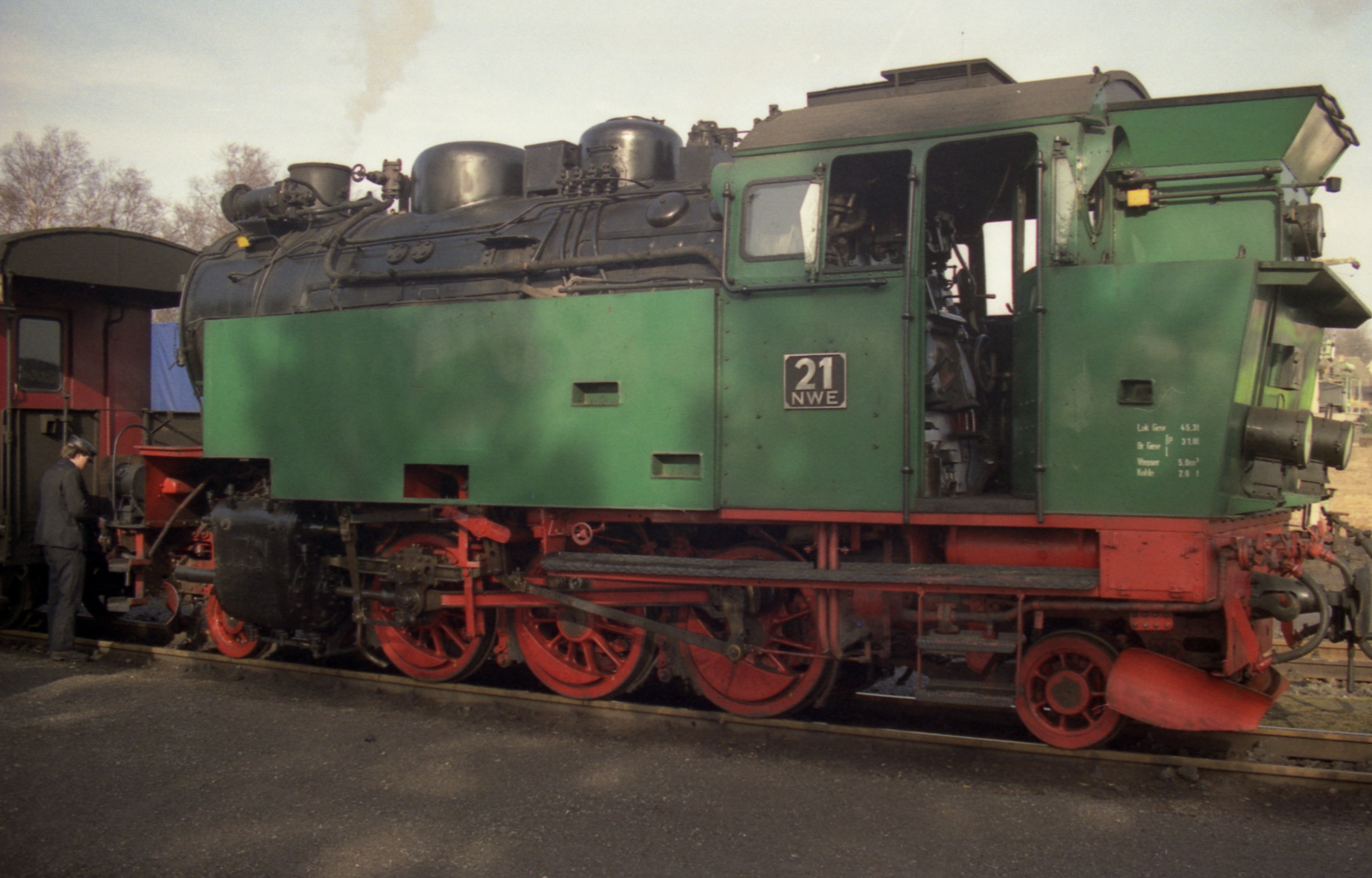
Lok 99 6001 in Grün als NWE 21 (1992)

Im Jahr 1956 wurde die Maschine zunächst zumindest aushilfsweise von der Harzquerbahn zur Selketalbahn umgesetzt. Ab 1961 war sie in Gernrode beheimatet. Am 3. Juni 1984 beförderte sie den ersten planmäßigen Personenzug auf der wiederaufgebauten Strecke der Selketalbahn zwischen Straßberg und Stiege. Seitdem ist sie auch gelegentlich wieder auf der Harzquerbahn im Einsatz.
Von 1991 bis 1994 kam sie in grüner Farbgebung und mit der ursprünglichen Bahnnumer NWE 21 vor dem Traditionszug zum Einsatz. Planmäßig wurde sie jedoch auch weiterhin von der Einsatzstelle Gernrode vor Regelzügen eingesetzt.
Im Rahmen einer Hauptuntersuchung im Dampflokwerk Meiningen erhielt die Lokomotive 2014 einen neuen Kessel.

## Technische Merkmale

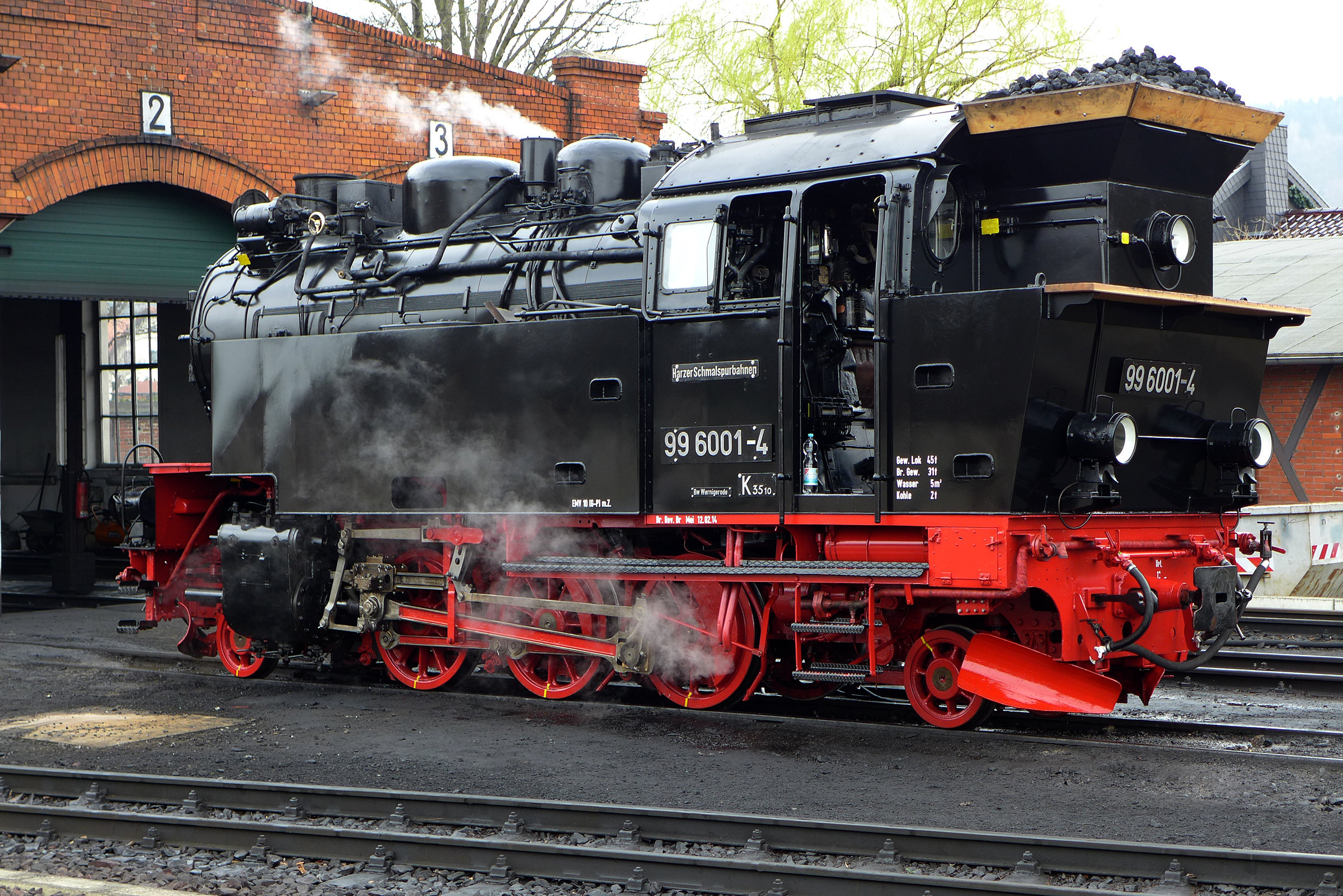
99 6001 von hinten (Gernrode; 2014)

Bei Konstruktion und Bau der NWE 21II machte Krupp im Unterschied zum damaligen Konstruktionsstand der Reichsbahn-Einheitslokomotiven weitgehend von der Schweißung, auch des Kessels, Gebrauch.
Die drei angetriebene Radsätze sind in einem Barrenrahmen mit 70 mm Wangenstärke fest gelagert. Die beiden Laufradsätze sind radial ausschwenkbar jeweils in einem Bisselgestell geführt.
Der Kessel wird durch zwei Dampfstrahlpumpen gespeist.
Die beiden außenliegenden, aufgrund Einschränkungen durch das Lichtraumprofil leicht geneigt angebauten Zylinder der Dampfmaschine werden durch eine Heusingersteuerung mit Kuhnscher Schleife gesteuert.
Die ursprünglich eingebauten Kolbenschieber der Bauart Schulz wurden später durch Trofimoff-Kolbenschieber ersetzt.
Zusammen mit den ebenfalls für 50 km/h zugelassenen Lokomotiven der DR-Baureihe 99.32 gehört die Lokomotive zu den fünf mit der größten Höchstgeschwindigkeit in Deutschland zugelassenen Schmalspurdampflokomotiven für Meterspur.

## Modell
Die Firma LGB bietet seit langem ein Gartenbahn-Modell der Lokomotive in Spurweite G im angenäherten Maßstab von 1:22,5 an. Die Nachbildung besitzt jedoch (aufgrund des verwendeten Großserien-Antriebsblocks, welcher auch in anderen LGB-Modellen verbaut ist) einen ungleich großen Abstand der Treibachsen sowie einige andere kleine Unkorrektheiten und Vereinfachungen. Die chinesische Firma Train hat eine Kopie dieses Modells im Programm, welches auch in einer Version mit Akku und Funkfernsteuerung erhältlich ist.
Weinert brachte einen fein detaillierten Bausatz in mehreren Versionen im Maßstab H0e heraus.